# ریچل اسمیت
ریچل اسمیت (به انگلیسی: Rachel Smith) (زاده ۱۸ آوریل ۱۹۸۵) بازیگر، مجری تلویزیون، مدل و ملکه زیبایی اهل آمریکا است.
او در سال ۲۰۰۷ ملکه زیبایی ایالات متحده آمریکا شد و در مراسم دوشیزه جهان ۲۰۰۷ که در مکزیک در تاریخ ۲۸ مه ۲۰۰۷ برگزار شده بود راه یافت به نمایندگی از آمریکا در مقام چهارم قرار گرفت.
اسمیت پس از رقابت در مرحله مقدماتی، در نیمه نهایی مسابقات به ۱۵ نفر برتر رسید، جایی که با لباس شنا در جایگاه ششم قرار گرفت و به ده نفر برتر مرحله لباس شب راه یافت، در مرحله لباس شب، اسمیت قبل از اینکه سریع روی پاهای خود بازگردد، لیز خورد و به زمین افتاد اما خونسردی خود را حفظ کرد و علیرغم زمین خوردن به ۵ نفر برتر صعود کرد.
اسمیت پس از اینکه به عنوان بخشی از ۵ نفر برتر معرفی شد، توسط تماشاگران مکزیکی مورد انتقاد قرار گرفت در حالی که نماینده مکزیک در این فهرست حضور نداشت، اسمیت به آخرین سوال خود پاسخ داد و در پایان با تشکر از تماشاگران به زبان اسپانیایی جو آرام شد و در نهایت باعث تشویق جمعیت شد.